# Olympique Lyonnais 1985-1986
Questa voce raccoglie le informazioni riguardanti l'Olympique Lyonnais nelle competizioni ufficiali della stagione 1985-1986.

## Maglie e sponsor
Lo sponsor tecnico per la stagione 1985-1986 è Duarig, mentre lo sponsor ufficiale è Carrefour. La maglia si caratterizza per la parte superiore di colore bianco e il colletto blu.
| Manica sinistra · Maglietta · Maglietta · Manica destra · Pantaloncini · Calzettoni |

## Rosa
| N. |                       | Ruolo | Calciatore         |
| -- | --------------------- | ----- | ------------------ |
|    | Francia (bandiera)    | P     | Christophe Breton  |
|    | Jugoslavia (bandiera) | P     | Slobodan Topalović |
|    | Francia (bandiera)    | D     | Alexandre Bès      |
|    | Francia (bandiera)    | D     | Eric Boucher       |
|    | Francia (bandiera)    | D     | Pascal Fugier      |
|    | Francia (bandiera)    | D     | Hervé Goursait     |
|    | Francia (bandiera)    | D     | Éric Guichard      |
|    | Camerun (bandiera)    | D     | Jean-Jacques Nono  |
|    | Francia (bandiera)    | D     | Alain Olio         |
|    | Francia (bandiera)    | D     | Christian Polak    |
|    | Francia (bandiera)    | D     | Paul Squaglia      |
|    | Francia (bandiera)    | C     | René Bocchi        |
|    | Francia (bandiera)    | C     | Franck Durix       |

| N. |                    | Ruolo | Calciatore           |
| -- | ------------------ | ----- | -------------------- |
|    | Francia (bandiera) | C     | André Ferri          |
|    | Francia (bandiera) | C     | Laurent Fournier     |
|    | Francia (bandiera) | C     | Joël Fréchet         |
|    | Francia (bandiera) | C     | Rémi Garde           |
|    | Francia (bandiera) | C     | Daniel Gauge         |
|    | Francia (bandiera) | C     | Bruno Génésio        |
|    | Francia (bandiera) | A     | Farid Benstiti       |
|    | Francia (bandiera) | A     | Gilles Constantinian |
|    | Francia (bandiera) | A     | Olivier Rouyer       |
|    | Zaire (bandiera)   | A     | Pombolo Sadi Wa      |
|    | Francia (bandiera) | A     | Laurent Sevchenko    |
|    | Francia (bandiera) | A     | Philippe Solomenko   |
|    | Francia (bandiera) | A     | Eric Spadiny         |

## Risultati

### Division 2

#### Play-off
| Mulhouse 15 aprile 1986 Play-off - Qualificazioni                            | Mulhouse  | 2 – 1 referto | Olympique Lione | Stade de l'Ill (9 000 spett.) |
| \| \| \| \| \| Morgante 30’ (rig.) Assad 61’ \| Marcatori \| 69’ Sevcenko \| |           |               |                 |                               |
|                                                                              |           |               |                 |                               |
| Morgante 30’ (rig.) Assad 61’                                                | Marcatori | 69’ Sevcenko  |                 |                               |